# Slätbukig trådormstjärna
Slätbukig trådormstjärna (Amphiura filiformis) är en ormstjärneart som först beskrevs av Otto Friedrich Müller 1776.  Slätbukig trådormstjärna ingår i släktet Amphiura och familjen trådormstjärnor. Arten är reproducerande i Sverige. Inga underarter finns listade i Catalogue of Life.